# Pracownik młodociany
Pracownik młodociany – pracownik niepełnoletni zatrudniony na podstawie umowy o pracę najczęściej uczęszczający równocześnie do szkoły zawodowej (branżowej szkoły I stopnia). 